# Allocasuarina spinosissima
Allocasuarina spinosissima är en tvåhjärtbladig växtart som först beskrevs av Charles Austin Gardner, och fick sitt nu gällande namn av Lawrence Alexander Sidney Johnson. Allocasuarina spinosissima ingår i släktet Allocasuarina och familjen Casuarinaceae. Inga underarter finns listade i Catalogue of Life.